# 도랸세
도랸세(일본어: 通りゃんせ)는 일본 전통 동요로 아이들이 놀이를 할 때, 부르는 노래이다. 가사는 노구치 우조가 정리하였고, 모토오리 나가요가 곡을 붙였다고 한다.
유래는 교통의 요소요소에 설치된 관소를 무대로 했다는 설과 사이타마현 가와고에시의 미요시노 신사, 가나가와현 오다와라시의 스가와라 신사가 무대였다는 설이 있다.
일본의 횡단보도 주변의 음향장치가 붙은 신호등에 멜로디로 사용된다. 아울러 멜로디에 사용된 곡은 한곡 더 있으며,《Comin' Through the Rye》으로 일본에서는 메이지 시기부터 창가로 불리던 《고향의 하늘(故郷の空)》이란 노래로 더 알려져 있다.
이 동요를 부르면서 하는 놀이는 대한민국에서 동대문 놀이와 비슷하다. 술래 두 사람이 양손을 올려 문을 만든 다음, 노래를 부려면 술래가 아닌 아이가 아래로 지나가다 노래가 끝나면, 술래가 손을 내려 지나가는 아이를 잡아 교대한다.

## 노랫말
ここはどこの　細道じゃ
고코와 도코노 호소미치자
여기는 어디로 가는 샛길인가요
ちっと通して　下しゃんせ
짓토토오시테 구다샨세
지나가게 해주세요
この子の七つの　お祝いに
고노코노나나쓰노 오이와이니
이 아이의 7살 생일을 기념해
お札を納めに　まいります
오후다오오사메니 마이리마스
부적을 봉납하러 가는 겁니다
|}

## 같이 보기
- 동대문을 열어라
- 런던 브리지 이즈 폴링 다운